# Вугар Расулов
Вугар Расулов (азерб. Vüqar Rəsulov, 5 квітня 1991) — азербайджанський шахіст, гросмейстер (2011).
Його рейтинг на листопад 2015 року — 2487 (869-е місце у світі, 13-е в Азербайджані).

## Зміни рейтингу
| На цьому місці має відображатися графік чи діаграма, однак з технічних причин його відображення наразі вимкнено. Будь ласка, не видаляйте код, який викликає це повідомлення. Розробники вже працюють для того, щоби відновити штатне функціонування цього графіка або діаграми. | |
| | На цьому місці має відображатися графік чи діаграма, однак з технічних причин його відображення наразі вимкнено. Будь ласка, не видаляйте код, який викликає це повідомлення. Розробники вже працюють для того, щоби відновити штатне функціонування цього графіка або діаграми. |